# Bertrand Ferrier
Pour les articles homonymes, voir Ferrier (homonymie).
Bertrand Ferrier, né le 13 avril 1977 à Domont (Val-d'Oise), est auteur, traducteur, universitaire, organiste et conférencier.

## En tant que littéraire
Spécialiste de la littérature pour les jeunes lecteurs (enseignant aux universités du Maine, de Rennes, de Bordeaux), il a soutenu une thèse sur le concept de littérarité à l'épreuve des livres pour la jeunesse francophones, anglophones et hispanophones (1995-2005), à l'université Paris IV, ainsi qu'un mémoire de DESS d'édition sur les stratégies marketing de « Chair de poule » après 1999, à l'université Paris 13.
Il est l'auteur de romans mais aussi de documentaires. Il a reçu en 1997 le prix du jeune écrivain de langue française pour Le Carnaval des otaries. Il a ensuite publié plusieurs ouvrages pour adultes (Revenez-y, L'Homme qui n'avait pas de chat), et collaboré au Dictionnaire de la pornographie (PUF, 2005), puis rencontré un grand succès auprès des plus jeunes[réf. souhaitée], notamment en co-écrivant la trilogie Le Cycle d'Ézoah, dont les droits ont été achetés par Luc Besson.
Novélisateur, il a transformé en livres plusieurs films (Oliver Twist de Roman Polanski, Deux Frères de Jean-Jacques Annaud...), dessins animés (Lucky Luke), bandes dessinées (Petit Spirou) et « univers » (Pocahontas, Chicken Little, Rox et Rouky, Les Aventures de Bernard et Bianca...).
On lui doit également les traductions des best-sellers Eragon, Chroniques des temps obscurs, et Les Chroniques de Spiderwick, ainsi qu'un dictionnaire approfondi du français tel qu'on le parle, d'abord sous le titre de Grodico, puis sous celui du Point de vue du panda.
En 2009, son roman Happy End (éd. Le Rouergue, coll. Doado) est joué sur scène par la compagnie Filages[réf. à confirmer].
En 2012, il fait connaître Isaure, avec qui il écrit les Mémoires d'une femme de ménage (Grasset).
En 2015, c'est son métier d'organiste qu'il décrit dans L'Homme qui jouait de l'orgue (Max Milo).

## En tant que musicien
Enfant, il étudie les clarinettes, les flûtes et le piano avant d'aborder l'orgue et d'être nommé en 1993, sur concours, titulaire de l'orgue trois-claviers de Notre-Dame de Grâce. Organiste du Cavaillé-Coll de Sainte-Marie-Madeleine de Domont, il est engagé en 2000 comme organiste-conférencier sur le positif du musée national de la Renaissance d'Écouen. En 2002, il devient titulaire adjoint des orgues de Saint-André de l'Europe.
En tant que concertiste, il donne seul de nombreux récitals, souvent remarqués pour leur intensité et leur originalité[réf. nécessaire] (ordre chronologique inversé ; mélange d'improvisations et de « classiques » ; alternance de compositeurs célèbres et inconnus ; concerts thématisés ; mises en lumière, etc.). Il se produit aussi au côté d'instruments variés (cordes, trompette...) et, souvent, en duo avec des chœurs (musique arménienne avec le chœur Agora; musique anglaise avec le chœur Sprezzatura, dirigé par Sébastien Fournier et Claude Massoz...) et des artistes lyriques tels que le baryton Geoffroy de Fontgalland.
En 2004, il joue pour la première fois en duo avec Bertrand Bontoux, artiste lyrique français. Leur collaboration se déploie depuis à l'orgue (œuvres de Bach, Haendel, Fauré, Franck, Puccini..., interprétées notamment à l'église de la Sainte-Trinité, Paris, et, en 2008, à Fréland, à Kaysersberg, aux Trois-Épis, et à Orbey, lors d'une tournée d'été en Alsace) ou au piano (mélodies françaises et chansons), en passant par des improvisations à deux et des curiosités (gospels, hymnes de circonstance). En juin 2006, ils ont donné une série de récitals musique et chant au théâtre du Tambour Royal (Paris XIe arrondissement).
En 2011, Bertrand Ferrier est le claviériste du groupe Je M'appelle Firmin [réf. à confirmer], pour lequel il écrit aussi les paroles des chansons, avant de devenir un chanteur solo.
Il accompagne au piano le chanteur Jann Halexander sur scène  de 2019 à 2022 à Paris et en province, notamment au Théâtre Michel (Paris) le 5 octobre 2020 pour fêter les 17 ans de carrière de l'artiste.
Il propose son premier album 44 ou presque en 2019.

## Œuvres
Ouvrages pour la jeunesse
- L'Été mouche, Grasset Jeunesse, 2011
- La Guerre des ombres, Lito, 2009
- La Puissance du dragon, Lito, 2009
- La Nuit comme en plein jour, Belin, « Charivari », 2008
- Ténébria (en coll. avec Maxime Fontaine), Intervista, 2007
- Immemoria (en coll. avec Maxime Fontaine), Intervista, 2006; rééd. Pocket Jeunesse, 2008
- Le Cycle d'Ézoah (en coll. avec Maxime Fontaine), Intervista, 2005; rééd. Pocket Jeunesse, 2008
- Rome. Mon histoire, autobiographie d'une autre, Hachette Jeunesse, 2004
- Happy end, Le Rouergue, « DoADo », 2003
- Gling !, (en coll. avec A. Jeannette), Hachette Jeunesse, 2003; rééd. en Livre de Poche Jeunesse, 2007
- Délires de récré, Bayard Jeunesse, « Délires », 2003
- Je n'aimerai que toi, Flammarion, « Tribal », 2002

Ouvrages pour les adultes
- L'Homme qui jouait de l'orgue, Max Milo, 2015
- L'Homme qui n'avait pas de chat, Éditions Lunatique, 2011
- Les livres pour la jeunesse - Entre édition et littérature, Presses universitaires de Rennes, 2011
- Tout n'est pas littérature ! Le concept de littérarité appliqué aux livres pour la jeunesse, Presses universitaires de Rennes, 2009
- Sex Toys forever (en coll. avec Stéphan Lévy-Kuentz), Marabout, 2005
- Revenez-y, Climats, 2001
- Un plaisir maudit : les enjeux de la masturbation, La Musardine « L'Attrape-corps », 2000

Ouvrages en collaboration
- Mémoire d'une femme de ménage, coauteur Isaure, Grasset, 2012
- De Sarcelles à Compostelle, coauteur M. Lours, Les Portes du Soleil, 2011

Ouvrages en tant que traducteur
- La Nuit des disparitions (The Scarecrow walks at Midnight), de Robert Lawrence Stine, 1996, traduit en 2001

## Citations le concernant
- Gling !, ce n'est plus un coup de cœur, c'est un souffle au cœur. Je n'ai jamais rien lu de semblable. Ça va à deux mille à l'heure… Un roman résolument neuf et emballant, clipé sur l'esprit et les mots des ados, c'est un choc. Il faut lire ce roman tout de suite, maintenant ! » (Stéphane De Pasquale, RTL, Laissez-vous tenter)
- « Happy end peut tout à fait rejoindre des classiques tels que Vallès (…). Il ne peut rester ignoré, car c'est un véritable travail littéraire. » (C. Savadoux, Page, oct. 2003)
- « Je n'aimerai que toi vibre d'une écriture résolument moderne et profondément juste. Une écriture qui range habilement dans les placards de la littérature les codes langagiers traditionnels. » (Benoît Anciaux, Ado-Livres)
- « Revenez-y est un premier roman qu'on lit d'un trait entre rire et fascination. » (Michèle Gazier, Télérama)
- « Revenez-y fait montre d'un humour contagieux et d'une science des effets qui ne sont pas sans rappeler un Echenoz ou un Chevillard. » (C. Mourthé, Le Magazine littéraire)
- « Un plaisir maudit est un essai virtuose, documenté et merveilleusement écrit. » (Christian Giudicelli, France Culture)